# Nanjungjaya
Nanjungjaya is een bestuurslaag in het regentschap Garut van de provincie West-Java, Indonesië. Nanjungjaya telt 7170 inwoners (volkstelling 2010).